# 马庄镇 (泰安市)
马庄镇，是中华人民共和国山東省泰安市岱岳区下辖的一个乡镇级行政单位。

## 行政区划
马庄镇下辖以下地区：
北苏村、吴新村、马庄村、双庙村、夏马村、坊子村、薛家庄村、洼口村、顺河村、泉头村、徐官村、老宫村、刘大坡村、陶大坡村、王大坡村、苏大坡村、李大坡村、河口村、王官庄村、肖官庄村、漕河村、萨家庄村、董家庄村、平家村、东隅村、西隅村、南隅村、前营村、后营村、南苏村、南寨村、北李村、南李村、大寺村、西张村和南王村。